# Amoea nivea
Amoea nivea är en insektsart som beskrevs av Luisa Eugenia Navas 1911. Amoea nivea ingår i släktet Amoea och familjen fjärilsländor. Inga underarter finns listade i Catalogue of Life.